# Шакатський сільський округ
Шака́тський сільський округ (каз. Шақат ауылдық округі, рос. Шакатский сельский округ) — адміністративна одиниця у складі Павлодарського району Павлодарської області Казахстану. Адміністративний центр — село Шакат.
Населення — 1407 осіб (2021; 1750 у 2009, 2157 у 1999, 3220 у 1989).
Станом на 1989 рік існували Романовська сільська рада (села Безводне, Романовка) та Шакатська сільська рада (села Заозерний, Кок-Тобе, Маралди, Толубай, Шакат). 2013 року до складу округу була включена територія ліквідованого Маралдинського сільського округу (село Маралди).

## Склад
До складу округу входять такі населені пункти:
| Населений пункт | Старі назви | Населення, осіб (1989) | Населення, осіб (1999) | Населення, осіб (2009) | Населення, осіб (2021) |
| --------------- | ----------- | ---------------------- | ---------------------- | ---------------------- | ---------------------- |
| Безводне, село  | -           | 150                    | -                      | -                      | -                      |
| Заозерний, село | -           | 338                    | 249                    | 184                    | 174                    |
| Коктобе, село   | Кок-Тобе    | 175                    | 105                    | 83                     | 34                     |
| Маралди, село   | Романовка   | 1056                   | 761                    | 570                    | 389                    |
| Маралди, село   | -           | 71                     | -                      | -                      | -                      |
| Толубай, село   | -           | 259                    | 173                    | 139                    | 85                     |
| Шакат, село     | -           | 1171                   | 869                    | 774                    | 725                    |